# Croton cuchillae-nigrae
Espèce
Croton cuchillae-nigrae est une espèce de plantes à fleurs du genre Croton et de la famille des Euphorbiaceae, présente en Uruguay.